# Castillo de Ključ (Gacko)
La fortaleza de Ključ, conocida localmente como Stari grad Ključ (trad.  Ciudad Vieja de Ključ), es un complejo de castillo medieval en el pueblo de Ključ, Gacko, Bosnia y Herzegovina. El área histórica incluye la fortaleza de Ključ, la ciudad fortificada de Podključ (en serbocroata: podgrađe, literalmente "ciudad bajo tierra"), así como un área más amplia justo debajo de la fortaleza, y la mezquita de Ključ (mezquita de Ajnebeg-dede, mezquita de los capitanes de Ključ o Starica) con un harén. El sitio ha sido declarado monumento nacional de Bosnia y Herzegovina por la Comisión para la Preservación de Monumentos Nacionales de Bosnia y Herzegovina.

## Ubicación
El complejo del castillo medieval de Ključ se encuentra en el pueblo de Ključ, al noreste de Herzegovina, en la República Srpska de Bosnia y Herzegovina. Las ruinas de Ključ se encuentran en la ladera suroeste del monte Babe, a los pies del monte Rudi Brdo (1167 m). La mezquita de Ključ se encuentra en una colina prominente, en la localidad de Begova Bašča, a cincuenta metros del casco antiguo de Ključ.

## Historia
Se desconoce la fecha de construcción, sin embargo, en 1426 el sitio se utilizó como base de poder regional y "capital" del Gran Duque Sandalj Ključ, que se traduce como Llave, fue la residencia de Sandalj Hranić, el noble bosnio más poderoso de la región durante ese período, y una de sus ciudades fortificadas más importantes. Ostentando el título de Gran Duque de Bosnia, fue desde Ključ que emitió la mayoría de las cartas. El sucesor de Sandalj, Stjepan Vukčić Kosača, a menudo se alojaba en Ključ y recibía misiones, aunque para entonces Ključ había caído en desgracia.
Ključ es mencionado en agosto de 1434 en un pleito, donde se hace referencia a él como 'El lugar del robo es el suburbio del castrum llamado Ključ' (subtus unum castrum vocatum Cluz) Radonja Ratković murió bajo la ciudad de Ključ por su señor, el duque Sandalj Hranić, registrado e inscrito en su Stećak. Bajo Ključ había un mercado en el que se organizaba la vida económica en el aire. Aunque previamente se dio a entender, se mencionó explícitamente a mediados de febrero de 1449. En ese momento, Radassin Stanchouich de Sotocliuç emprendió un servicio de cuatro años y estudió artesanía con el tejedor Vlakota Mihačević. No se explica por qué Ključ no se menciona en la primera carta del rey aragonés-napolitano Alfonso de 1444, cuando se confirman las propiedades de Stjepan Kosača. La fortaleza se menciona como Glutsch en 1448 y con el nombre de Cluz cum castris et partinentiis suis en 1454. Supervisando la vecina Cernica (un antiguo asentamiento de la época del Imperio romano), la ciudad observaba el movimiento de la ruta comercial más importante, Dubrovnik-Goražde.
Esteban Tomašević sucedió a su padre en el trono de Bosnia tras la muerte de este en julio de 1461 y se convirtió en el primer rey bosnio (y el último) en recibir una corona de la Santa Sede. Bajo el gobierno de Tomašević, Bosnia quedó librada a su suerte por su padre, Matías Corvino, que ejercía el poder nominal sobre Bosnia, y por otras potencias europeas. Para entonces, el creciente poder otomano ya no podía ignorarse. Tras la caída de Tomašević en 1463, el duque Stjepan Vukčić, señor de la provincia de Hum, al sur del reino, vivió tres años más, suficientes para presenciar la completa desaparición del reino, de la que culpó a su hijo mayor, Vladislav Hercegović. Entre la «mayoría» de las residencias de Herzegovina, Ključ fue la que sobrevivió durante más tiempo al asedio otomano. Así, la incursión de las tropas móviles otomanas se frustró en julio de 1463 mediante una nueva y breve anexión al territorio del duque. A finales de 1465, Kosača solicitó al gobierno de Dubrovnik suministros de emergencia y apoyo para la fortaleza sitiada. Temiendo represalias, su solicitud fue denegada y dirigida a los comandantes húngaros. El hijo de herzog, Vlatko, tomó el control directo de Ključ de 1464 a 1468. El 21 de mayo de 1466, el duque Stjepan, anciano y con una enfermedad terminal, dictó sus últimas palabras, recogidas en un testamento, y, pasando por alto a Vladislav, lo condenó diciendo que fue él quien «trajo al gran turco a Bosnia para la muerte y la destrucción de todos nosotros». Al día siguiente, el duque murió. En 1469, la fortaleza cayó en manos del gobernador de Herzegovina, Ajas Pasha . Vlatko intentó una nueva incursión hacia el corazón de Bosnia, pero, abandonado por sus aliados, su empresa terminó en desastre, tras lo cual se retiró completa y definitivamente a su fortaleza en Novi. Tras la caída del Reino, la fortaleza perdió su importancia estratégica y comenzó a derrumbarse. En el siglo XVI, varios extranjeros, entre ellos el veneciano Benedetto Ramberti en 1533, viajaron desde Dubrovnik vía Ključ y observaron la destrucción de la fortaleza.
Antes de la anexión austrohúngara de 1878, el papel de Ključ había sido asumido por la ciudad de nueva construcción de Koriti.